# 1995年香港
|        | 香港歷史 \| 香港歷史年表                                                                                                   |
| 世紀： | 19世紀香港 \| 20世紀香港 \| 21世紀香港                                                                                     |
| 年代： | 1960年代香港 \| 1970年代香港 \| 1980年代香港 \| 1990年代香港 \| 2000年代香港 \| 2010年代香港 \| 2020年代香港               |
| 年份： | 1991年香港 \| 1992年香港 \| 1993年香港 \| 1994年香港 \| 1995年香港 \| 1996年香港 \| 1997年香港 \| 1998年香港 \| 1999年香港 |
| 紀年： | 乙亥年（猪年）、香港開埠154周年、香港重光50周年                                                                            |

## 政府

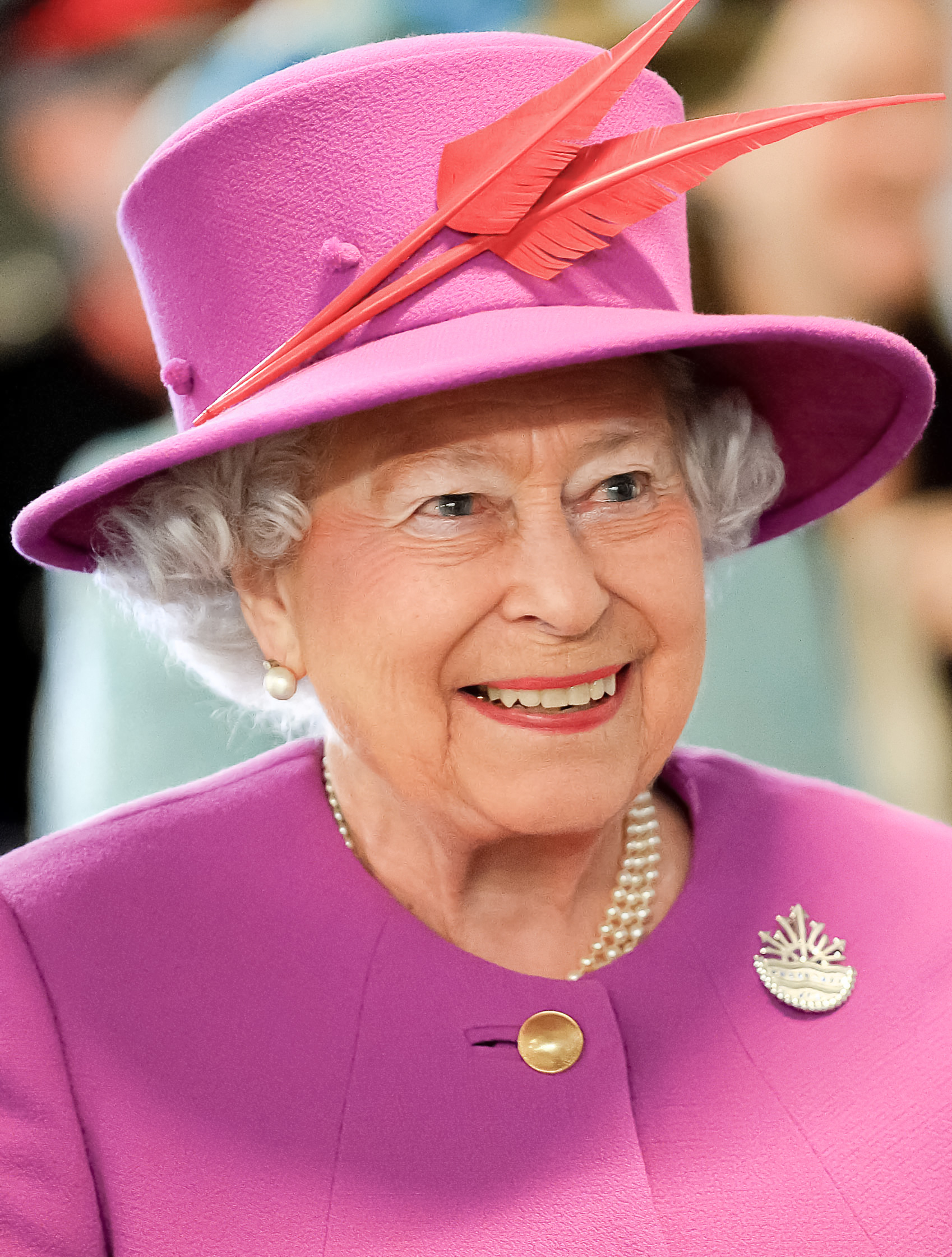
英国君主：伊丽莎白二世
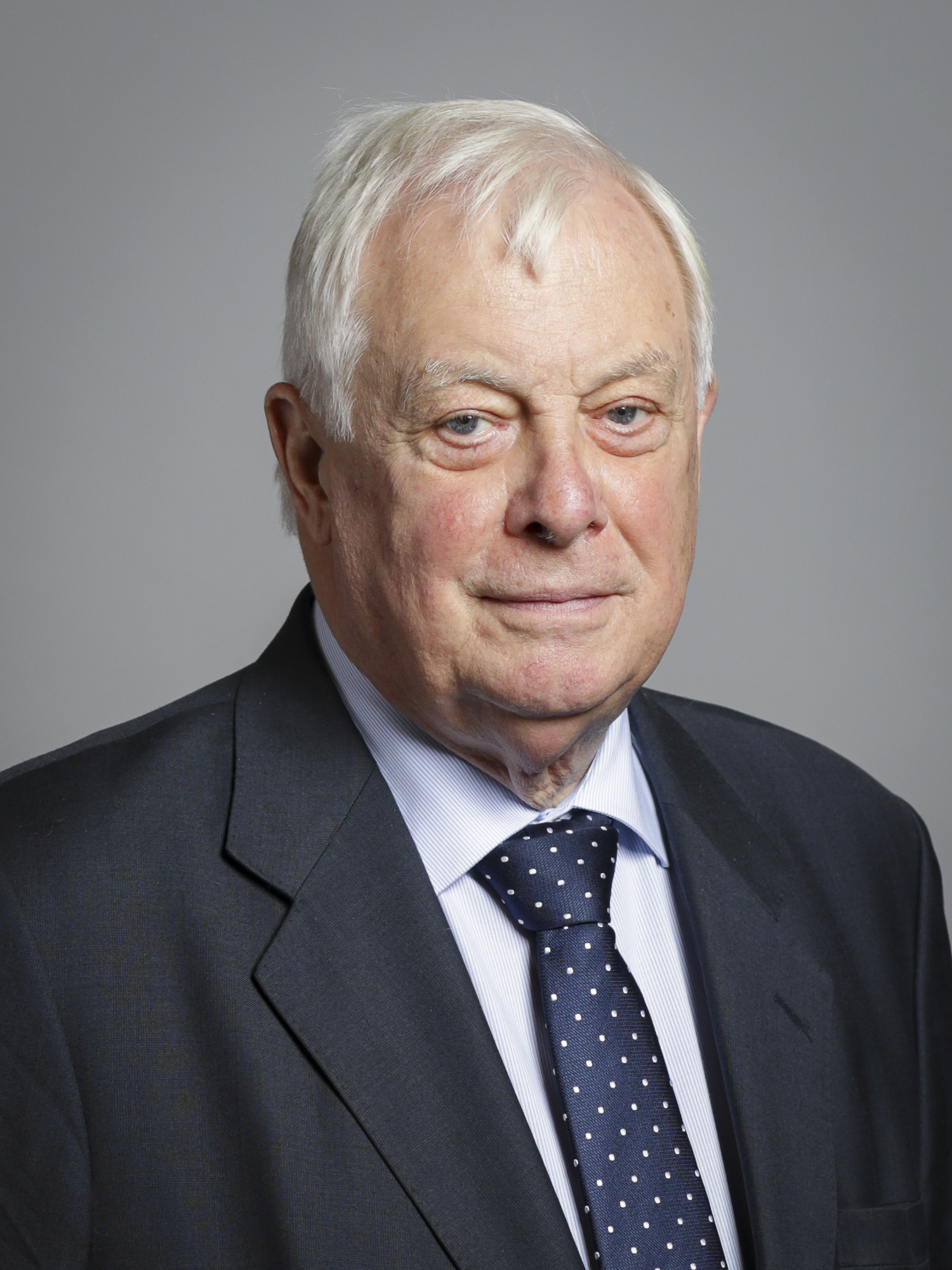
香港總督：彭定康
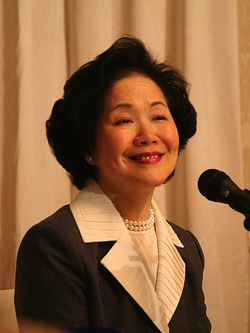
布政司：陳方安生

## 大事記

### 1月
- 1月1日：全港電話號碼升格為8位數字。家居電話以2字開頭，傳呼機及手機分別以7及9字開頭。
- 1月4日：蒲崗村道6車連環相撞，39人受傷。[1]
- 1月12日：曾幾度易主的《華僑日報》終於抵不住激烈的報業競爭而停刊。《華僑日報》於1925年6月5日創刊；辦報近70年間，當中1980年代的副刊散文見證了香港文學的發展。[2]
- 1月15日
  - 葵涌道發生三車連環相撞的交通意外，涉及一輛九巴44號路線巴士，車牌號碼:EF8401 (S3M165)，有20多名乘客受傷。[3]
  - 市區及新界的士加價。[3]
- 1月：工聯會發起遊行，抗議政府輸入外勞，打擊本地工人生計，加上工廠北移，本地工廠入職條件變得愈來愈苛刻，工人找工作愈加困難，要求政府訂立保障本地工人優先就業法例。[4]

### 2月
- 2月3日：元朗鳳琴街玉龍樓半裸女屍案。
- 2月24日：青葵公路地盤發生工業意外，一段正在吊裝的預製橋面突然下墮。

### 3月
- 汀九大橋和大欖隧道動工興建。
- 3月5日：市政局及區域市政局舉行投票日。香港市政局、區域市政局廢除全部委任議員，當時香港市政局和區域市政局有自主財政實權及土地使用權[5][6][7]
- 3月25日：
  - 荃灣楊屋道一幢唐樓發生三級火，3死3傷。[8]
  - 屯門公路巴士專線試驗計劃實施。

### 4月
- 4月1日：一些中港貨櫃車司機因不滿海關效率緩慢而堵塞落馬洲管制站
- 4月18日：油麻地吳淞街一名失業父親將分別1歲及2個月大幼子勒斃後，藏屍皮篋，並刺傷前來家訪的女社工，復畏罪跳樓受傷。同年12月8日因誤殺罪被判入獄3年半。其妻同時被揭發5次虧空公款來應付家庭開支。[9][10]
- 4月21日：一輛行走276線的三菱MK117J（AM64，車牌號碼EV3589）在新田公路高速撞向一輛貨櫃車拖架，整副龍骨向右邊車尾傾斜，底盤全斷，前後軸崩裂，懸掛彈簧脫落。肇事巴士事後因地台完全坍塌而無法修復，直接拆解，成為第一輛退役的三菱MK117J巴士。

### 5月
- 5月1日：香港希爾頓酒店正式結業，隨後酒店連同其西面的拱北行及花園道多層停車場被一併拆卸，重建成今日的長江集團中心。
- 5月3日：歌手張學友於世界音樂獎（World Music Awards）摘得亞洲最高銷量獎。
- 5月11日：
  - 屯門河田街一座工業大廈泄漏山埃毒氣，9名工人不適送院治理。[11]
  - 大嶼山東部早上發生地震，無人受傷。[11]
  - 恆生指數首次升上自1994年11月以來的9000點。[11]
  - 西貢萬宜船民中心發生船民拒遷事件。[11]
- 5月11日：北角英皇大廈發生4級火警，6人受傷。
- 5月17日：一名九龍巴士40線車長駕駛其巴士（車隊編號：S3N136、車牌號碼：DP6702）於九龍巴士青衣車廠內撞向其餘5架巴士後受傷，該車長約一個月後自殺身亡。
- 5月31日：三號幹線（郊野公園段）動工。[12]

### 6月
- 6月：一艘貨船在青衣島對開海面起錨時發現船錨卡住一枚二戰時期投下未爆炸彈，該彈為美國製「M64」型，重500磅。由於炸彈在海發現，故毋須疏散居民[13][14]。
- 6月1日和6月2日：西貢小棕林一名卌四歲男子遭鯊魚咬斃。翌日，相思灣一名廿九歲男子亦喪命於鯊魚襲擊。
- 6月13日：
  - 清水灣一灘一名49歲女子遭鯊魚咬斃。
  - 噴射船「東星號」由澳門駛往香港途中遭3名槍匪騎劫，船上護衛公司的1千萬元款項被盜。其後數日，香港警方聯同澳門司警及內地公安，拘捕多名疑犯。約一星期後，多名疑犯落網。案件11月於中山受審，12月底判處三名主犯死刑。[15]
- 6月14日：下午一時許，一輛行走73X線往荃灣碼頭方向的丹尼士巨龍（S3N210，車牌號碼DX4120）在青山公路—葵涌段遭一輛起重車的吊臂擊中車頂，6人受傷。
- 6月20日：
  - 壹傳媒旗下《蘋果日報》創刊，當日隨報附送蘋果一個。《蘋果日報》將報紙雜誌化，着重以彩色印刷標題和圖片，並常以煽情社會新聞作為賣點，開創新的辦報風格。《蘋果》隨後引發減價戰，多份香港報刊先後停刊。
  - 大埔富亨邨長者住屋發生三屍命案，一名70歲何姓老伯斬死2名室友後自縊身亡；事後輿論批評當局安排長者入住政策失當釀成慘劇。[10][16]
- 6月25日：葵盛東葵興樓命案。
- 6月26日：
  - 《財富雜誌》（Fortune）發表名為《香港之死》（The Death of Hong Kong）的文章。作者Louis Kraar擔心中國接管香港後，一切都會「完了」（"It's over"）。[17]
  - 英國女雕塑家伊莉沙伯·弗林克的1984年裸男雕塑作品《新人》（New Man）被淫褻物品審裁處裁定為第二類不雅物品，不得繼續於中環某商業大廈的大堂公開展示，引起香港藝術發展局、市政局以及藝術界人士質疑。雕塑搬入香港藝術中心後，最高法院推翻審裁處裁決。[18][19][20]
- 6月27日：政府決定延續中巴專利權3年，並再削減中巴14條路線，直接交予城巴經營。

### 7月
- 7月1日：政治部解散。
- 7月11日：柴灣漁灣邨漁順樓發生縱火案，造成2死12傷。[21]
- 7月12日：一輛行走兆康苑至旺角火車站的67X線丹尼士巨龍11米非空調巴士（S3N336，車牌號碼FZ7591）駛經屯門公路至近深井時因前方塞車而慢駛，卻遭尾隨一輛收掣不及的員工接送旅遊巴士撞及車尾，50人受傷。
- 7月16日：《第14屆新秀歌唱大賽》決賽，冠軍陳奕迅及季軍楊千嬅，開始了他們長達20多年樂壇天王天后之路。
- 7月18日：青衣南橋被發現路面駁口螺絲鬆脫，路政署要間歇封閉部分行車線以進行緊急維修，來往青衣的交通一度受阻。[22]
- 7月28日：鄧蓮如出席最後一次行政局會議後榮休，退出政府工作。[23][24]
- 7月25日：晚上10時許，一輛行走57M線的利蘭奧林比安（S3BL415，車牌號碼FB8568）在荔景（北）巴士總站開出時突然失控，衝向荔景山路對面線山坡，車長隨即轉彎閃避，掃毀約15米人行道鐵欄及燈柱，然後衝落山坡約30米撞向大樹始停下，造成9人受傷。肇事巴士翌日由吊臂車搬至路面後，再由九巴工程車拖回車廠。

### 8月
- 8月1日：政府成立郵政署營運基金，意味著郵政署以自負盈虧的形式經營。[25]
- 8月13日：
  - 香港仔深灣道發生嚴重山泥傾瀉意外，壓毀3間船廠、1間工廠，並造成2死5傷。
  - 柴灣翡翠道亦發生山坡下陷，泥土沖入山坡下的教堂，1名16歲水喉學徒及其父被山泥沖到教堂內，父傷子亡，兒子屍體在14個多小時後方被尋回；另有五人受傷。事件中山泥傾瀉量達14,000立方米，是香港有史以來影響範圍最大的削土坡崩塌事件之一。[26][27][28]
- 8月18日：屯門公路小欖段往荃灣方向，一塊巨石突然從山上擴闊工程工地滾下，擊中一輛小型客貨車，司機死亡。政府方面隨即將屯門公路往荃灣方向全面封閉，直至同年的中秋節(9月9日)前解封，封閉期間攘成新界西北地區（屯門，天水圍，元朗）交通大混亂，出市區時間大幅延長，輪船加開班次以應付人潮，大量屯門市民轉乘輪船。
- 8月19日：南昌邨昌逸樓發生倫常慘案，三人死亡。
- 8月29日：大快活因業績不理想，裁員500人。[29]

### 9月
- 9月1日：
  - 曾蔭權獲委任為首位華人財政司。[30][31]
  - 城巴接管中巴14條港島路線。

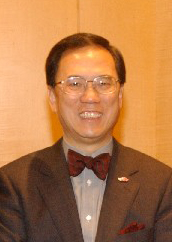
香港首位華人財政司曾蔭權

- 9月3日：皇家香港軍團 (義勇軍)於港督府作最後升旗後解散，結束141年的服務，防務完全交給駐港英軍至1997年7月1日止。皇家香港義勇軍由香港市民志願兼職組成，服從駐港三軍司令指揮。
- 9月6日：嘉信大廈劫殺案。
- 9月8日：
  - 元朗發生劫殺案，一名的士司機被發現倒斃在大樹下西路旁山坡。事後的士業界要求加裝防護網保障同業安全。[32]
  - 大批市民在中秋前夕前往山頂賞月，但中巴15號巴士往中環方向尾斑車無故脫班，導致400人滯留山頂。
- 9月17日：
  - 立法局進行主權移交前最後一屆選舉，所有委任及官守議席取消，並改為選舉產生，結果民主派獲壓倒性勝利。根據港督彭定康的政治改革方案，該屆選舉引進「新九組」。這被北京視為鑽《基本法》漏洞，時任港澳辦主任魯平曾因此將彭定康罵作「千古罪人」。由於中英未能就立法局議員「直通車」方案達成共識，這一屆立法局議員需要全數於1997年7月1日、中國接管香港後全部「落車」。[33]、[34]。
  - 油麻地一籠屋起火，一名住客跳樓身亡。[34]
- 9月22日：政府刊登《1996年兒童不宜電影VCD條例草案》於《憲報》。
- 9月23日：慈雲山沙田坳道皮篋藏屍案。
- 9月25日：下午五時許，一輛行走89B線的富豪奧林比安（AV99，車牌號碼GL3220）在龍翔道長麗樓巴士站撞向前面一輛準備離站、行走75X線的都城嘉慕威曼都城（S3M19，車牌號碼DL4898），之後被一輛行走211線的三菱MK（AM170，車牌號碼GJ3652）撞向右邊車身，13人受傷。
- 9月28日：港督彭定康到已計劃清拆的九龍灣啟樂臨時房屋區探訪，大批居民抗議。有居民拿出一個放有一隻活老鼠的老鼠籠「贈興」並嘗試接近港督，場面混亂，而見面會改為在室內舉行。彭定康離開時，大批居民佔據馬路阻止其車輛離開。警員到場驅散，一名外籍記者報稱被警員毆打被帶走，另外一名長者倒地受傷。[35]
- 9月29日：沙田發生命案，案中一名67歲何姓男子死亡。

### 10月
- 10月7日：觀塘一間五金店的少東翁子倫與女友陳植儀被誘騙到牛牯灣，被人殺害，翌年3月起回兩人骸骨。
- 10月17日：香港特別行政區護照式樣公佈。[36]
- 10月20日：觀塘碼頭浮屍案。
- 10月29日：亞洲電視國際台開始轉播澳門賽馬。[15]
- 10月30日：大埔發生肢解兇殺案，33歲外地勞工疑因金錢轇轕斬殺女性朋友，翌年9月4日被判終身監禁。[37]

### 11月
- 11月8日：立法局首讀《電影VCD檢查條例草案1996》。
- 11月9日：一輛行走順利至新蒲崗的29M線利蘭奧林匹克9.5米（BL116，車牌號碼DG3155）在彩虹道近大有街，正在拆卸的利開工業大廈對出，被一塊塌下的大型磚牆擊中，擊毀上層車頂墜入車廂，造成乘客1死1傷。
- 11月15日：觀塘仁愛圍一幅簷篷倒塌，造成一死兩傷；屋宇署人員事後到場視察，發現該簷篷屬僭建物。[38]
- 11月17日：《電影檢查條例1995》（即：兒童不宜法例）正式生效。
- 11月18日：晚上，一輛行走屯門市中心至佐敦道碼頭的60X富豪奧林比安11米雙層空調巴士（AV86，車牌號碼GH418），在屯門公路近小欖撞向前面一輛行走901R線的城巴利蘭奧林比安11米雙層空調巴士（192，車牌號碼FD7206），造成40人受傷。
- 11月19日：
  - 香港混血兒文雅麗嫁予丹麥約阿基姆王子，哄動全城。文雅麗熱心公益事務，受到香港以及丹麥兩地民眾喜愛。1999及2002年分別誕下小王子。不過二人最終於2005年4月8日離婚收場。
  - 當晚發生「劉德華台慶爆粗」事件。

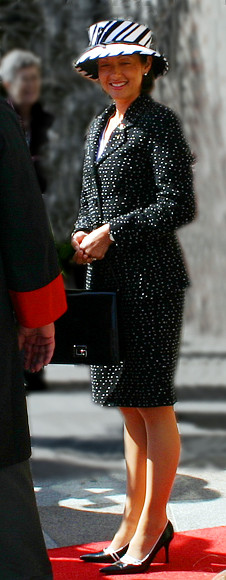
首名來自香港而成為外國王妃的文雅麗

- 11月24日：晚上，一輛行走中秀茂坪至尖沙咀碼頭的1A線的利蘭奧林比安11米空調巴士（AL118，車牌號碼FF1819）在觀塘道坪石邨對面起火，車身大面積坍塌焚毀。由於巴士底盤及車尾機件並沒有受損，九巴於年底購入富豪奧林比安11米巴士時多買一套車身進行重建，並隨1997年出牌的新車一併重新投入服務。

### 12月
- 12月4日：香港高等法院首次以中文審訊一宗財產糾紛案，以往法庭只能使用英文審訊案件。[39]
- 12月9日：報業減價戰展開，當時香港銷量第一的《東方日報》以邁向28週年回饋讀者為名，將售價減至2元，觸發其他報紙加入減價行動。[40]
- 12月11日：香港電視節目分類制度（香港法例第（第562章）《廣播條例》第3條而發出的電視通用業務守則）生效。
- 12月14日：支聯會發起示威遊行，抗議中國政府再度監禁魏京生14年，期間與警察發生衝突。[41]
- 12月16日：《快報》疑因報業減價戰而第一次停刊
- 12月24日：
  - 一輛私家車在觀塘繞道墮橋，4人喪生。[42]
  - 一艘貨船在青洲附近起火。[43]
- 12月30日：下午一時許，一輛行走234X線的三菱MK117（AM2，車牌號碼EL9048）在長沙灣道近興華街巴士站撞向一輛行走238X的丹尼士長矛（AN7，車牌號碼FP3732），造成16人受傷。

### 節慶
下列節慶，如無註明，均是香港的公眾假期，同時亦是法定假日（俗稱勞工假期）。有 # 號者，不是公眾假期或法定假日（除非適逢星期日或其它假期），但在商業炒作下，市面上有一定節慶氣氛，傳媒亦對其活動有所報導。詳情可參看香港節日與公眾假期。
- 1月1日（星期日）：元旦
- 1月2日（星期一）：元旦翌日（補1月1日）
- 1月31日（星期二）：農曆年初一
- 2月1日（星期三）：農曆年初二
- 2月2日（星期四）：農曆年初三
- 4月4日（星期二）：兒童節 #
- 4月5日（星期三）：清明節
- 4月14日（星期五）：耶穌受難節（是公眾假期，但不是法定假日）
- 4月15日（星期六）：耶穌受難節翌日（是公眾假期，但不是法定假日）
- 4月17日（星期一）：復活節星期一（是公眾假期，但不是法定假日）
- 6月2日（星期五）：端午節
- 6月17日（星期六）：英女皇壽辰（是公眾假期，但不是法定假日）
- 6月19日（星期一）：英女皇壽辰後第一個星期一（是公眾假期，但不是法定假日）
- 8月26日（星期六）：8月份最後一個星期一之前一個星期六（是公眾假期，但不是法定假日）
- 8月28日（星期一）：8月份最後一個星期一為重光紀念日（是公眾假期，但不是法定假日）
- 9月9日（星期六）：中秋節（補9月10日）
- 10月31日（星期二）：萬聖夜 #
- 11月1日（星期三）：重陽節
- 12月22日（星期五）：冬至（是法定假日，但不是公眾假期，根據法定假日放假的機構，或會聖誕節放假，冬至不放假。部份機構或會提早下班）
- 12月24日（星期日）：平安夜#（不是公眾假期或法定假日，但部份機構或會提早下班或放假一天）
- 12月25日（星期一）：聖誕節（根據法定假日放假的機構，或會冬至放假，聖誕節不放假）
- 12月26日（星期二）：聖誕節後第一個周日（是公眾假期，但不是法定假日）
- 12月31日（星期日）：公曆除夕# （不是公眾假期或法定假日，但部份機構或會提早下班或放假一天）

## 出生
- 1月3日：陳曉華，無綫電視藝人，為2018年度香港小姐競選冠軍。
- 2月7日：何紫慧，香港女歌手。
- 3月18日：
  - 谢芷蕙，少女模特兒。
  - 潘欣妮，香港女歌手。
- 3月22日：戴祖儀，香港女歌手。
- 4月30日：鄧卓殷，無綫電視藝人，為2018年度香港小姐競選亞軍。
- 5月3日：陳星妤，無綫電視藝人，為2021年度香港小姐競選八強。
- 5月24日：梁敏巧，香港女演員。
- 6月3日：黃子桐，香港女演員。
- 6月25日：梁逸峰，香港教師，早年曾於香港學校朗誦節獲得冠軍，其優勝者表演片段於中國內地成為網絡迷因。
- 7月7日：盧瀚霆，男子音樂組合MIRROR成員。
- 7月9日：黃駿軒，已故香港足球員。
- 7月19日：袁皓俊，香港足球運動員。
- 8月4日：賴凱靖，無綫新聞主播
- 8月26日：謝嘉怡，為2020年度香港小姐競選冠軍。
- 9月8日：李駿傑，男子音樂組合MIRROR成員。
- 10月7日：周嘉洛，香港男演員。
- 10月14日：陳約臨，無綫電視藝人，兼職電台節目主持及講師。
- 11月17日：周漢寧，香港男演員。
- 12月27日：周可茵，無綫新聞主播
- 本年：黎在山，無綫新聞主播。

## 逝世
- 2月7日：袁步雲，72歲，香港漫畫家，亦為亞洲電視演員。
- 2月22日：林翠，59歲，邵氏知名女星，歌手王馨平母親，於台灣台北家中病逝。
- 4月6日：何瑾爵士夫人，76歲，前香港首席按察司何瑾爵士的夫人，生前有份提倡成立香港公益金。於英國倫敦離世。
- 4月12日：牟宗三，85歲，著名中國哲學家，為新儒家學派著名人物，自1960年起在港教學多年。因器官衰竭於台灣離世。
- 5月5日：羅桂祥，85歲，維他奶國際創辦人之一。
- 5月6日：郝禮士爵士，72歲，前怡和集團主席，曾於香港、英國兩地出任不少公職。於其家鄉英國鄧弗里斯離世。
- 6月：彭楚盈，29歲，香港女模特兒。疑因濫用藥物或嘔吐窒息身亡，但其屍體在暴斃4年後才被發現。
- 6月23日：許英秀，約87歲，香港粵劇及影視演員。
- 8月2日：鄭君綿，78歲，香港影視兩棲演員及歌手，因病逝世。
- 8月9日：孫錦順，88歲，前中國足球員及教練。
- 9月8日：張愛玲，74歲，著名小說家，曾於香港求學及生活，在港期間寫成小說《秧歌》、《赤地之戀》。因動脈硬化於美國離世。
- 9月11日：施禮榮，69歲，前香港警務處處長。於澳洲離世。
- 9月19日：關朝聰，約36歲，香港前影視兩棲男演員。因愛滋病併發症於加拿大溫哥華離世。
- 9月26日：黃作（牧師），73歲，香港基督教循道衛理聯合教會首任會長。
- 10月17日：黃俊，39歲，香港前三合會成員。生前於泰國潛逃期間因交通意外離世。
- 11月19日：陳荊和，78歲，東南亞歷史專家，曾於香港中文大學任教。於越南胡志明市離世。
- 本年：韓義生，約44歲，前香港亞洲電視甘草演員。因車輛墮坡發生意外身亡。
- 本年：白玉堂，約94歲，著名粵劇演員。

## 大型獎項

### 電視廣播有限公司獎項（1995年）
香港小姐
- 冠軍：楊婉儀
- 亞軍：李嘉慧
- 季軍：周婉儀
- 最上鏡小姐：李嘉慧
- 國際親善小姐：周婉儀
- 新秀歌唱大賽金獎（冠軍）：陳奕迅
- 最受歡迎男歌手：黎明
- 最受歡迎女歌手：彭羚
- 金曲金獎：《離開以後》（歌手：張學友）